# Fagraea oblonga
Fagraea oblonga là một loài thực vật có hoa trong họ Long đởm. Loài này được King & Gamble mô tả khoa học đầu tiên năm 1908.